# Politica agricola comune

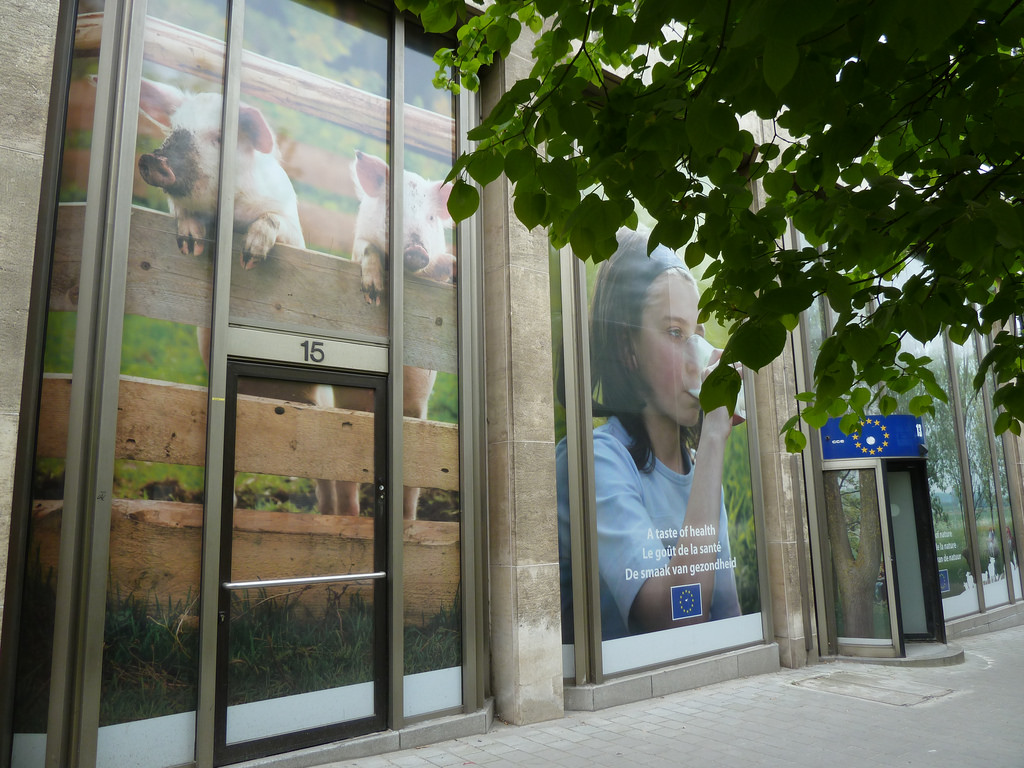
La sede della Direzione generale per l'agricoltura e sviluppo rurale a Bruxelles

La politica agricola comune (PAC) è una delle politiche dell'Unione europea di maggiore importanza. Essa impegna infatti il 39% circa del bilancio. È prevista dal Trattato istitutivo delle Comunità Economica Europea.

## Storia
I sei paesi che costituirono il Mercato europeo comune erano appena usciti dalla guerra, in cui la popolazione aveva conosciuto situazioni di gravissima penuria alimentare. In Germania una situazione prossima alla fame si era perpetuata fino all'alba degli anni cinquanta. Quando i partner dell'accordo romano inviarono i propri ministri dell'agricoltura, circondati da stuoli di collaboratori tecnici, a Stresa, tra il 3 e l'11 luglio 1958, per decidere quale sarebbe stata la politica agraria del Mec, l'ordine dei governi era fondamentalmente uno: assicurare la certezza e l'abbondanza dei rifornimenti, qualunque situazione potesse attraversare il mercato mondiale. La durissima rivalità tra USA e URSS rendeva facilmente prevedibili, infatti, difficoltà di transito marittimo: l'imperativo fu di assicurare il cibo a tutti gli europei. Della situazione approfittò la Francia, consapevole delle proprie immense risorse agrarie. Lucidamente, de Gaulle ordinò al ministro Pisani di obbligare la Germania, che risentiva ancora, psicologicamente, della sconfitta, a pagare il conto del successo agricolo francese. Adenauer dovette ordinare al proprio ministro di accettare, per entrare nel consorzio, il diktat del Generale.
Una delle misure consiste nella fissazione di livelli minimi di prezzo per i prodotti agricoli, che generano enormi eccedenze. La procedura usuale dell'Unione Europea è pagare gli esportatori perché vendano tali prodotti all'estero.
La storia dell'agricoltura del Mercato comune, che diverrà Comunità europea poi Unione europea, assorbendo, prima, la Grecia, l'Inghilterra, la Spagna e il Portogallo, poi tutti i paesi dell'est del Continente, è la storia dell'immenso successo della politica varata a Stresa, coronata da quell'abbondanza che si è tradotta, tra gli anni settanta e ottanta, in surplus di difficilissimo smaltimento (vedi Sovrapproduzione di burro nella CEE). Il Consiglio dei ministri europei ha dovuto combattere, negli anni, con difficoltà sempre più gigantesche, soprattutto contro un'opinione pubblica che ha dimostrato chiaramente di rifiutare di finanziare i surplus, e l'assedio concentrico di tutti gli esportatori mondiali, in primo luogo gli Stati Uniti, che pretendevano di esportare nel ricco mercato europeo.
Nel 1992 è stato approvato il progetto di riforma McSharry con il quale si cerca di ridurre l'onere della politica agricola comunitaria, così pesante da compromettere lo sviluppo di altre politiche.
Negli ultimi anni gli organi dell'Unione hanno radicalmente cambiato la politica tradizionale, i ministri dell'agricoltura possono vantare di avere assecondato gli impulsi dei media e dell'opinione pubblica. I nuovi regolamenti hanno drasticamente ridotto gli stimoli a produrre.
Mentre in precedenza il reddito degli agricoltori comunitari veniva sostenuto principalmente a mezzo di sussidi, dagli anni '90 si è cominciato a dare maggiore applicazione al sistema delle "quote" di produzione, in modo da garantire agli agricoltori un livello minimo dei prezzi dei prodotti e di ripartire equamente tra i vari paesi comunitari una quota di produzione garantita. Tale politica ha però avuto un esito sostanzialmente negativo, in particolare per l'Italia che, non avendo saputo ottenere quote adeguate alla sua capacità produttiva e al suo fabbisogno interno, ha visto molto penalizzato il proprio settore agro-alimentare. 
Ciò è dipeso anche dal fatto che i paesi mediterranei non hanno saputo fare fronte comune per difendere le loro esigenze specifiche nel settore agricolo, a differenza dei paesi dell'Europa settentrionale e della Francia che hanno saputo volgere la Politica Agricola Comunitaria a proprio favore attraverso un'azione più incisiva e presente.

## Descrizione

### Trattato di Roma
L'articolo 3 del Trattato di Roma afferma che la Comunità ha il compito di promuovere, mediante l'instaurazione di un mercato comune e il graduale riavvicinamento delle politiche economiche degli stati membri, uno sviluppo armonioso delle attività economiche. Per raggiungere tale scopo, occorreva:
1. Abolire i dazi doganali tra gli Stati membri;
2. Istituire tariffe doganali e politiche commerciali nei confronti degli Stati terzi;
3. Eliminare tra gli Stati membri gli ostacoli alla libera circolazione di persone, servizi e capitali;
4. Instaurare una politica comune nel settore dei trasporti e in quello dell'agricoltura;
5. Creare un Fondo sociale europeo e una Banca europea, per promuovere gli investimenti.

La PAC (Politica Agricola Comune o Comunitaria), fin dal suo inizio si era prefissata quattro obiettivi:
1. Assicurare un tenore di vita equo alla popolazione agricola e soddisfare gli agricoltori grazie al prezzo di intervento. Questo era il prezzo minimo garantito per i prodotti agricoli stabilito dalla Comunità Europea. Il prezzo delle produzioni non poteva scendere al di sotto di questo;
2. Orientare le imprese agricole verso una maggiore capacità produttiva (limitando i fattori della produzione, aumentando lo sviluppo tecnologico e utilizzando tecniche agronomiche migliori).
3. Stabilizzare i mercati.
4. Assicurare prezzi accessibili ai consumatori

A tal fine fu istituito il Fondo europeo di orientamento e garanzia agricola (FEOGA). Il mantenimento dei prezzi fu assicurato dalla CEE, grazie ad apposite aziende che si preoccupavano dell'acquisto delle eccedenze di produzione ad un prezzo d'intervento leggermente inferiore a quello indicativo. Le eccedenze venivano in seguito vendute a Paesi terzi con esportazioni sottocosto, utilizzate per la produzione di biocarburanti o, nel peggiore dei casi, tolte dal mercato e distrutte.
A causa dei prezzi dei prodotti agricoli dei Paesi extracomunitari, troppo bassi rispetto a quelli della Comunità Europea, furono erette delle vere e proprie barriere doganali, che imponevano dazi sulle merci in ingresso, facendone crescere il prezzo e scoraggiandone, quindi, l'importazione. Il meccanismo utilizzato era quello dei "prelievi variabili alla esportazioni": il dazio si adeguava al variare del prezzo internazionale, raggiungendo sempre il livello del "dazio proibitivo". Questo spiazzava sistematicamente le importazioni nei Paesi Europei che vedevano le proprie produzioni protette dalla concorrenza estera. 
Parallelamente, le esportazioni verso i Paesi dell'area extracomunitaria, furono incoraggiate con sovvenzioni (restituzioni) agli esportatori; tali restituzioni, compensavano la differenza tra prezzi comunitari più alti e prezzi esterni, più bassi. In tal modo, si ridussero le eccedenze che, altrimenti, sarebbero dovute essere acquistate dalle aziende incaricate dal FEOGA. Le esportazioni avevano però, per effetto dei sussidi, prezzi molto bassi nel mercato internazionale, tanto bassi da spiazzare le produzioni degli altri Paesi che non si proteggevano con i dazi dalla concorrenza estera. L'effetto in questi Paesi, tipicamente i Paesi in via di sviluppo, è stato quello di spiazzare totalmente la loro offerta domestica. Questo li ha trasformati da Paesi autonomi nella produzione agricola interna a Paesi cronicamente dipendenti dalle importazioni a basso costo dall'estero. I prezzi bassi hanno portato a fenomeni di abbandono delle campagne e alla perdita di conoscenze formali e informali.
Tutta questa serie di norme però sfavorì l'Italia poiché i provvedimenti presi non tennero conto della particolare situazione italiana. Vennero inoltre favoriti i prodotti primari come grano e patate danneggiando così l'Italia che invece produceva prodotti come agrumi, olio d'oliva, vino, ecc.
Queste problematiche vennero però risolte successivamente con le opportune modifiche.

### Il FEOGA
Questo meccanismo mostrò subito un difetto: l'obiettivo della garanzia prevalse su quello dell'orientamento, favorendo da parte delle aziende agricole una tendenza ad accontentarsi del profitto garantito dai prezzi di intervento e dai prelievi tariffari. Venivano favorite quindi, sia le aziende meritevoli, quelle dirette da imprenditori più capaci, sia quelle meno efficienti, a scapito dell'ammodernamento, con grave costo sopportato dalla Comunità europea.
A causa della crisi mondiale alimentare e del cambiamento climatico, la riforma della politica agricola comune è stata recentemente oggetto di dibattito all'interno del Parlamento europeo.

## La riforma della PAC dopo il 2013

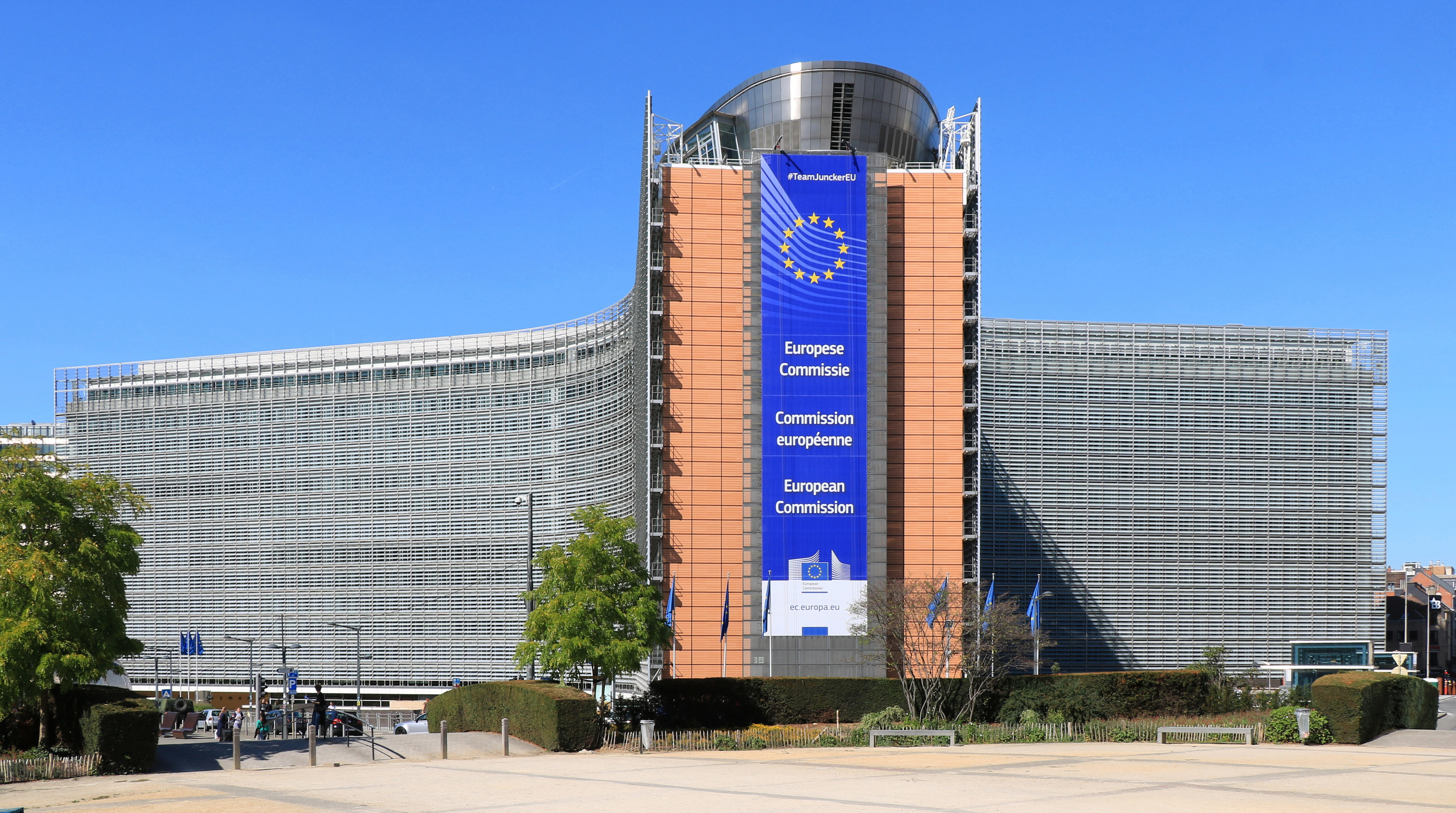
La Commissione Europea, che ha un ruolo centrale nella definizione della PAC.

La Conferenza sulla Revisione del Bilancio organizzata dalla Commissione Europea nel Novembre 2008 rappresenta indubbiamente un punto iniziale di dibattito.
Inoltre, la pubblicazione nel Novembre 2009 di una dichiarazione realizzata da un gruppo di influenti economisti agrari provenienti da tutta Europa che sostengono "Una Politica Agricola Comune per i beni pubblici europei" ha alimentato ulteriormente tale dibattito. La dichiarazione propone di eliminare tutti quei sussidi che stimolano la produzione e sostengono il reddito degli agricoltori.
Da aprile a giugno 2010, Dacian Cioloş, il Commissario Europeo responsabile dell'Agricoltura e dello sviluppo rurale, ha organizzato un dibattito pubblico sul futuro della PAC. Questo dibattito era aperto a tutti i settori della società. Secondo il Commissario europeo: " La politica agricola europea non è un dominio riservato ai soli agricoltori. È la società intera a beneficiare di questa politica comune europea, che investe aree come l'alimentazione, la gestione dei territori e la protezione dell'ambiente."
Per questo dibattito è stato creato un sito internet dove il pubblico generale, ma anche le organizzazioni agricole potevano mandare i loro contributi.
Il dibattito era concentrato su 4 domande. Il pubblico poteva esprimere la sua opinione per ogni domanda:
1. Perché una politica agricola comune europea?
2. Quali obiettivi la società assegna all'agricoltura in tutta la sua diversità?
3. Perché riformare la PAC attuale e in che modo farla rispondere alle aspettative della società?
4. Quali sono gli strumenti per la PAC di domani?

I singoli cittadini, gruppi di riflessione e parti interessate (agricoltori, ecc…) hanno inviato quasi 6000 contributi. Si tratta dunque del più grande dibattito dell'UE condotto dalla Commissione europea fino ad ora. Un organismo indipendente ha quindi redatto una sintesi dei contributi ricevuti.

### La prospettiva di Cioloş sulla riforma della PAC
Dacian Cioloș ha elencato le sette sfide che secondo lui sta affrontando la PAC oggi: l'alimentazione, la globalizzazione, l'ambiente, la sfida economica, la sfida territoriale, la diversità dell'agricoltura e la semplificazione della politica. La sua visione per il futuro, usando le sue parole, è la seguente: "Vedo una PAC forte, fondata su due pilastri. Una PAC che sostiene la diversità di tutte le agricolture e dei territori rurali europei, una PAC che crea i beni pubblici che la società europea attende."

### Le tappe successive
Le contribuzioni ricevute durante il dibattito daranno spunto per preparare un documento sulla comunicazione della PAC dopo il 2013 che sarà pubblicato il 18 novembre 2010. Sulla base di questo documento, la Commissione Europea varerà una consultazione con le parti interessate. Dai risultati della consultazione, la Commissione Europea preparerà un abbozzo di legislazione che sarà inviato al Consiglio dell'UE e al Parlamento Europeo. Per la prima volta, le due istituzioni europee decideranno insieme sulla futura politica agricola.
Il Trattato di Lisbona, che è in vigore dal Dicembre 2009 ha esteso i poteri del PE. Adesso sulle questioni di agricoltura, il PE e il Consiglio decidono insieme secondo la procedura di codecisione.

## La PAC nel settennato 2014-2020
La PAC ha come obiettivo di aiutare gli agricoltori a produrre quantità di cibo sufficienti per l'Europa, garantire cibi sicuri e di qualità a prezzi accessibili, assicurare un tenore di vita equo agli agricoltori, proteggendoli da una eccessiva volatilità dei prezzi, dalle crisi di mercato e dagli squilibri all'interno della filiera alimentare, investendo nell'ammodernamento delle loro fattorie, mantenere comunità rurali prospere in tutta la Ue, creare e conservare posti di lavoro nell'industria alimentare, tutelare l'ambiente, il benessere degli animali e la biodiversità, mitigare i cambiamenti climatici, attraverso uno sfruttamento sostenibile delle risorse ambientali.
In sostanza, ci si ispira a criteri di sviluppo ecosostenibile, sostegno agli agricoltori riducendo le sperequazioni all'interno della Ue, concentrandosi in particolare sui giovani agricoltori, sugli operatori all'interno di mercati a basso reddito e su quelli che vivono in zone soggette a vincoli naturali.
Per il settennato 2014-2020 sono stati stanziati 408.31 miliardi, il 38% del bilancio Ue.

### Primo Pilastro
- Sostegno diretto al reddito degli agricoltori: vengono erogati direttamente finanziamenti agli agricoltori che coltivano i propri terreni nel rispetto della sicurezza alimentare, ambientale e del benessere degli animali.
- Misure di mercato[10] attuate da una Organizzazione comune dei mercati (OCM) dei prodotti agricoli che emanano norme e regole valide in tutta la Ue che consentano di affrontare il tema delle importazioni e delle esportazioni dei beni agricoli intra Ue ed extra Ue da parte dei singoli paesi membri (ad esempio le quote latte rientravano in questo contesto), l'equilibrio tra domanda e offerta (vedi Ammasso dei prodotti agricoli),[11][12][13] nonché i problemi derivanti dalla concorrenza mondiale, dalle crisi economiche e finanziarie, dai cambiamenti climatici, dai costi volatili di fattori produttivi.

Tali interventi vengono realizzati dal Fondo Europeo Agricolo di Garanzia, erede del Feoga, che non è un fondo strutturale europeo bensì il braccio finanziario della PAC che agisce in regime di cofinanziamento con i Paesi membri, ai sensi del Regolamento UE 1290/05.

### Secondo Pilastro
- Sviluppo rurale: modernizzazione delle aziende agricole, promozione della diffusione della formazione professionale, delle tecnologie, dell'innovazione nonché mantenimento ed incentivazione delle pratiche migliori, rilancio o sviluppo delle zone rurali e delle comunità rurali tramite aiuti all'inserimento di nuove attività agricole, realizzazione di infrastrutture ed aiuto alla diversificazione della loro economia, aumento della competitività del comparto, sviluppo delle aree forestali e della loro redditività, tutela dell'ambiente e dei cambiamenti climatici, promozione del ricambio generazionale e dell'occupazione, fornitura di strumenti per la gestione del rischio (sostegno al reddito in caso di distruzione del raccolto a causa di eventi climatici o infestazioni).[15]

Il FEASR assicura la realizzazione di questi obiettivi, affiancata dal FESR e dal Fondo Sociale Europeo.

## La PAC e gli impegni di condizionalità
Tutti gli agricoltori beneficiari di pagamenti diretti sono soggetti al rispetto della condizionalità, al fine di evitare riduzioni o esclusioni nell'erogazione dei contributi comunitari. La condizionalità si compone dei Criteri di Gestione Obbligatori, ovvero dei requisiti in materia di salute pubblica, benessere animale, sicurezza alimentare e delle Buone Condizioni Agronomiche ed Ambientali al fine di rendere più verde e sostenibile la PAC.

## Norme di etichettatura
In occasione del 17° Forum Ambrosetti, svoltosi il 19 e 20 ottobre 2018 sul tema dell'Agricoltura e dell'Alimentazione, è stato presentato un rapporto nel quale si stima che circa il 20% del cibo importato annualmente in Italia è prodotto in violazione di norme nazionali e comunitarie, in particolare per l'impiego del lavoro minorile e di sostanze chimiche vietate. Ciò riguarda ad esempio queste categorie di importazione: pesticidi per le banane e gli ananas provenienti da Ecuador e Costa Rica, metalli pesanti nei pesci e molluschi del Vietnam; pesticidi nei prodotti di Costa Rica nelle fragole egiziane, aflatossine nei pistacchi iraniani, ma anche nocciole e fichi secchi turchi; lenticchie americane trattate con glifosato nelle fasi precedenti la raccolta.
Tali fatti hanno indotto vari Stati membri ad adottare per alcune categorie di prodotti l'obbligo di indicare la provenienza degli alimenti in etichetta, e a sollecitare un intervento legislativo in merito da parte dell'Unione Europea.

## Fonti
- consilium.europa.eu
- consilium.europa.eu